# Harold Feinstein
Harold Martin Feinstein (né le 17 avril 1931 à Brooklyn et mort le 20 juin 2015 à Merrimac) est un photographe et professeur de photographie américain.
Il est célèbre pour ses photographies de Coney Island et des clubs de jazz de Manhattan des années 1950.

## Biographie
Harold Feinstein est un photographe et professeur américain, né à Coney Island en 1931, et décédé en juin 2015, à Merrimac, près de Boston, où il résidait aux côtés de son épouse, Judith Thompson.
Né en 1931 de parents juifs immigrés, Harold Feinstein débute la photographie en 1946, à l’âge de 15 ans, en empruntant le Rolleiflex d’un voisin. Sûr de sa vocation d'artiste, il quitte l’école à 16 ans. Dès l'année suivante, il est aux côtés de Sid Grossman, le plus jeune membre de la Photo League.
Harold Feinstein est alors le plus jeune photographe à avoir intégré la collection permanente du Museum of Modern Art (MOMA) de New York depuis qu'Edward Steichen fit l'acquisition de l'une de ses photographies en 1950.
Figure montante de l’avant‑garde new-yorkaise de la photographie de rue, sa première exposition importante a lieu en 1954 dans le cadre d’une exposition collective au Whitney Museum of American Art.
Il aura sa première exposition personnelle l'année suivante à la Limelight Gallery, l'une des premières galeries new-yorkaise entièrement consacrées à la photographie.

### La guerre de Corée
En 1952, Harold Feinstein est mobilisé dans l'infanterie pour servir en Corée. Si, au départ, il est déçu de ne pas être enrôlé en tant que photographe, il mesure rapidement la chance qui s’offre à lui : au lieu de couvrir les remises de médailles et autres cérémonies officielles, il va pouvoir emporter son appareil partout avec lui et offrir un regard intime sur la vie quotidienne des jeunes conscrits, des camps d'entraînement aux lignes de front en passant par les villages locaux.

### Le Jazz Loft
À son retour de Corée, il s'établit au légendaire « Jazz Loft », à New York, où il rencontre le peintre David Young, les musiciens Hall Overton et Dick Carey, mais également et surtout le photographe W. Eugene Smith, avec qui il collaborera activement sur la maquette du fameux Pittsburg Project.
W. Eugene Smith dira de lui : « Il est l'un des rares photographes que j'ai connus ou qui m'aient influencé à être capable de révéler sous un angle superbement nouveau, avec autant de force et d'honnêteté, ce qui pour moi relève de l'ordinaire ». Après de nombreuses contributions photographiques pour le label de jazz Blue Note Records, il décide de quitter le « Jazz Loft » du 821 Sixth Avenue en 1957, à la naissance de son premier enfant, Robin, afin de trouver un logement plus adapté à la vie de famille. Cette année là, il illustre la couverture du premier numéro de Evergreen Review.

### Le professeur de photographie
Harold Feinstein sera également un professeur de renom dans le cadre, notamment, d'ateliers devenus légendaires.
Véritable légende pour plusieurs générations de photographes, il a reçu sa première bourse d'enseignement à l'âge de 29 ans à l'Annenberg School of Communications.
Il a également occupé des postes d'enseignant notamment au Maryland Art Institute, à la Philadelphia Museum School, à la New York School or Visual Arts, au Windham College et au College of the Holy Cross. 
Représentant de la New York School of Photography, Harold Feinstein étend son œuvre sur près de six décennies, période pendant laquelle il va s'évertuer à faire le portrait intime d’une Amérique exubérante et pleine de vitalité. Coney Island est son territoire de prédilection, et il pose un regard malicieux sur la vie de son New York natal. Toutefois, si ses clichés d'après-guerre peignant les réjouissances balnéaires sont les plus connus, ses photos de nus, de natures mortes ou de la guerre de Corée témoignent de sa grande sensibilité.
Son livre le plus récent, Harold Feinstein: A Retrospective (Nazraeli, 2012) a reçu un Prix annuel du meilleur livre de photographie PDN en 2013.

### La photographie en couleurs
En plus de son travail en noir et blanc, l'artiste a consacré plus d'une décennie à la photographie en couleurs, tant numérique qu'argentique.
Harold Feinstein a commencé à explorer la couleur au milieu des années 80, tirant des photos de 35mm de fleurs et coquillage avec le ciel en toile de fond. Ceci a abouti à un vaste corpus d'images tirées en cibachrome ou par transfert de colorant. Des images de cette collection ont été publiées dans le magazine LIFE et de nombreuses autres publications.
En outre, il a été le pionnier de l'utilisation d'une lentille kaléidoscopique, produisant un portfolio de représentations abstraites de l'architecture new‑yorkaise, intitulé Metropolis, publié par le magazine LIFE et exposé à la Municipal Art Society de New York. Il s'est inspiré de cette série de Louis Kahn et de Frank Lloyd Wright qui ont demandé à Feinstein de photographier leur travail.
Également en couleur, il a produit un essai photographique étendu de la sculpture à petite échelle de Rodin, dont il a admiré le travail tout au long de sa vie.

### La scanographie
En 1998, Feinstein a ouvert la voie en tant que l'un des premiers photographes à utiliser un scanner comme appareil photo (une technique désormais appelée scanographie). Son premier livre d'images utilisant cette technique, One Hundred Flowers (2000), en est déjà à sa troisième édition et a été suivi par six autres livres d'images numériques couleur grand format publiées par Little, Brown and Company. Ce travail lui a valu le Computerworld Smithsonian Award en tant que pionnier de la photographie numérique en 2000.
À l'âge de 80 ans, il a reçu le Living Legend Award du Griffin Museum of Photography. Resté près de 12 ans à l'extérieur de la chambre noire, il y est finalement retourné quelque temps avant sa mort, nous offrant quelques tirages récents d'images inédites.
Son travail a fait l'objet en 2017 d'une rétrospective à la Galerie Thierry Bigaignon, à Paris,,,.
Un documentaire sur sa vie et son travail est en cours de montage pour être diffusé en 2018-2019.

## Publications
- One Hundred Flowers (2000)
- Foliage (2001)
- The Infinite Tulip (2004)
- The Infinite Rose (2004)
- One Hundred Seashells (2005)
- Orchidelirium (2006)
- One Hundred Butterflies (2009)
- Harold Feinstein : A Retrospective (2012)

## Expositions
Ses photographies ont fait l'objet de nombreuses expositions et font partie de collections privées et de collections permanentes de musées américains, tels que :
- Le Museum of Modern Art,
- L'International Center of Photography,
- le Museum of Photographic Arts,
- Le New York City Museum,
- Le Jewish Museum

et une dizaine d'autres institutions.